# Søre Ramsholmen
Søre Ramsholmen est une île norvégienne du comté de Hordaland appartenant administrativement à Austevoll.

## Description
Rocheuse et couverte d'une légère végétation, elle s'étend sur environ 222 m de longueur pour une largeur approximative de 106 m.